# Marissa Callaghan
Marissa James Callaghan, MBE (* 2. September 1985 in Belfast) ist eine nordirische Fußballspielerin. Sie steht derzeit beim Cliftonville FC unter Vertrag und spielte 2010 erstmals für die A-Nationalmannschaft. Derzeit ist sie Kapitänin der Nationalmannschaft.

## Karriere

### Vereine
Callaghan begann im Alter von 13 Jahren damit, für die Newington Girls (heute als Cliftonville Ladies bekannt) Fußball zu spielen. Später erhielt sie ein Stipendium für eine Universität in den Vereinigten Staaten. 2005 kehrte sie nach Nordirland zurück und spielte wieder für Cliftonville. 2017 erhielt sie von der University of Ulster ein fortgeschrittenes Zertifikat für Leistungsanalyse und Trainingspraxis. Anschließend wurde sie Spielertrainerin bei Cliftonville. Später wurde sie deren Akademiedirektorin.

### Nationalmannschaft
Callaghan spielte zunächst für die nordirische U-15-Mannschaft, U-17-Mannschaft und U-19-Mannschaft. Für die U-19-Mannschaft spielte sie erstmals im Jahr 2002. Bei einem Spiel gegen die schottische Fußballnationalmannschaft der Frauen am 23. Mai 2010 kam sie erstmals für die nordirische Nationalmannschaft zum Einsatz. Derzeit ist sie Kapitänin der Mannschaft. Bei der Fußball-Europameisterschaft der Frauen 2022 kam sie in allen drei Vorrundenspielen zum Einsatz, wobei sie einmal eingewechselt wurde und zweimal von Beginn an spielte.
2016 wurde Callaghan vom nordirischen Frauenfußballverband als Frau des Jahres ausgezeichnet. Im Jahr darauf war sie Botschafterin für die U-19-Fußball-Europameisterschaft der Frauen 2017 in Nordirland.
Im Jahr 2016 wurde sie außerdem Frauenfußballbotschafterin der Irish Football Association. Sie setzte sich zusammen mit Steven Davis, dem Kapitän der Herren-Nationalmannschaft, für die Förderung des Frauenfußballs ein.
Am 14. März 2025 gab sie nach 91 Spielen, davon 52 als Kapitänin, ihren Rücktritt aus der Nationalmannschaft bekannt.

## Privates
Callaghan ist verheiratet und hat zusammen mit ihrer Frau einen Sohn. 2025 wurde sie für ihre Verdienste um den Fußballsport und die nordirische Gesellschaft zum Member des Order of the British Empire (MBE) ernannt.